# Shauna O'Brien
Shauna O'Brien (Pasco, Washington, 17 de octubre de 1970) es una actriz y modelo estadounidense, popular por su participación en una gran cantidad de películas softcore y cine para adultos.

## Biografía
O'Brien se mudó a Los Ángeles (California) a los 18 años, donde inició una carrera en el modelaje. Bajo el pseudónimo de "Stevie Jean", fue escogida modelo del mes en la edición de enero de 1992 de la revista Penthouse. Como dato curioso, la mayor parte de su trabajo con dicho pseudónimo lo hizo con el pelo largo, no comenzando a usar su propio nombre en la industria del cine adulto hasta que empezó a llevar pelo corto. Como actriz realizó algunas apariciones en la serie de televisión de la cadena PBS Frontline. Apareció además en vídeos musicales de bandas de rock como Mötley Crüe, Poison, Danzig y Danger Danger.

## Filmografía parcial

### Cine
- Apareció como actriz invitada en las películas Pretty Woman, Flatliners, Another 48 Hrs., Three Men and a Baby[2] y The Marrying Man[3]
- Friend of the Family (1995) .... Elke Taylor[2][3]
- Fugitive Rage (1996) .... Josie Williams[2][3]
- Friend of the Family II (1996) .... Elke Taylor[2][3]
- The Escort (1997)  .... Suzanne Lane[2][3]
- Zorrita: Passion's Avenger (2000) .... Bella/Zorrita[3]
- Platinum Blonde (2001) .... Tawny[3]
- Dangerous Invitations (2002)  .... Sophie

### Televisión
- Kama Sutra,[2] como "Daphne" en: "Ménage à Trois", 2000[4]
- Kama Sutra,[2] como "Camille" en: "The Art of Biting", 2000
- Beverly Hills Bordello,[2] como "Pam" en: "Role Play", 1998
- Beverly Hills Bordello,[2] como "Lily" en: "Silence Is Golden", 1996
- Star Trek: The Next Generation, como "Mujer Omag" en: "Unification: Part 2", 1991[3]
- Emmanuelle 2001 (16 episodios)[3]
- Lady Chatterly's Stories (23 episodios)[3]

## Vídeos musicales
- Mötley Crüe - "Primal Scream"[3]
- Danger Danger - "Monkey Business"[3]
- Poison - "Fire and Ice"[3]
- Gerardo - "When the Lights Go Out"[3]
- Pauly Shore - "Thank God I'm a Country Boy"[3]
- Danzig - "How The Gods Kill"[3]
- Phunk Junkeez - "Me N Yer Girl"